# 14-я бригада ПВО
14-я бригада ПВО — воинское соединение вооружённых СССР в Великой Отечественной войне

## История
В составе действующей армии с 22 июня 1941 года по 12 августа 1941 года.
По штату бригада должна была состоять из полка (5 дивизионов зенитных орудий среднего калибра (12 76-85-мм орудий в каждом)), 1 дивизиона орудий малого калибра (12 37-мм орудий) и 1 зенитно-пулемётного дивизиона.
По всей видимости, как и остальные две подобные бригады в Прибалтике, на начало войны формирование бригады не было завершено.
На 22 июня 1941 года базировалась в Каунасе, осуществляя воздушное прикрытие города и близлежащих районов.
Отражает налёт с первых часов войны, по данным советской историографии, сбила в первый день войны 7 самолётов противника.
Прикрывает отход частей 11-й армии, отступает через Ионаву на Даугавпилс, 27 июня 1941 года оставила Даугавпилс. Уничтожила за время боевых действий в Прибалтике 14 самолётов противника.
Однако и сама бригада была практически уничтожена, к 4 июля 1941 года имела в своём составе командного состава — 81, младшего командного состава — 37, рядового состава — 252. Всего — 370 человек при трёх 85-миллиметровых орудиях, трёх 37-миллиметровых орудиях, трёх крупнокалиберных пулемётов, семи счетверённых установках и 34 автомашинах.
12 августа 1941 года бригада расформирована.

## Полное наименование
14-я бригада ПВО

## Состав
Состав бригады по разным источникам разнится, приводятся следующие номера частей:
Для сравнения можно посмотреть 12-я бригада ПВО, некоторые подразделения включаются и туда
- 743-й зенитный артиллерийский полк (приводится во всех источниках)
- 119-й отдельный зенитный артиллерийский дивизион
- 125-й отдельный зенитный артиллерийский дивизион (приводится во всех источниках)
- 136-й отдельный зенитный артиллерийский дивизион
- 142-й отдельный зенитный артиллерийский дивизион
- 303-й отдельный зенитный артиллерийский дивизион
- 306-й отдельный зенитный артиллерийский дивизион (на 4 июля 1941 года точно не входил в состав бригады)
- 12-й отдельный зенитный пулемётный батальон
- 9-й батальон ВНОС
- 41-й батальон ВНОС
- 44-й батальон ВНОС
- 10-й дивизион аэростатов заграждения
- 14-й дивизион аэростатов заграждения
- 8-й зенитный прожекторный батальон

## Подчинение
| Дата       | Фронт (округ)                                    | Армия | Корпус | Примечания |
| ---------- | ------------------------------------------------ | ----- | ------ | ---------- |
| 22.06.1941 | Северо-Западный фронт (Северо-Западная зона ПВО) | -     | -      | -          |
| 01.07.1941 | Северо-Западный фронт (Северо-Западная зона ПВО) | -     | -      | -          |
| 10.07.1941 | Северо-Западный фронт (Северо-Западная зона ПВО) | -     | -      | -          |
| 01.08.1941 | Северо-Западный фронт (Северо-Западная зона ПВО) | -     | -      | -          |

## Командиры
- Барский П. М., полковник,